# NGC 2594
NGC 2594 é uma galáxia lenticular (S0) localizada na direcção da constelação de Cancer. Possui uma declinação de +25° 52' 43" e uma ascensão recta de 8 horas, 27 minutos e 17,1 segundos.
A galáxia NGC 2594 foi descoberta em 29 de Março de 1865 por Albert Marth.